# Iaco Group
Iaco Group S.r.l. è un'azienda italiana con sede ad Avellino, attiva nel settore della progettazione e produzione di trofei sportivi e medaglie. La società ha realizzato trofei per competizioni internazionali organizzate dalla UEFA, tra cui Champions League, Europa League e Nations League.

## Storia
L'azienda è stata fondata nel 1978 da Igino Iacovacci come laboratorio artigianale per la produzione di medaglie e premi. Negli anni ha ampliato la propria attività, integrando tecnologie per la lavorazione dei metalli.
A partire dagli anni 2000 ha iniziato a collaborare con la UEFA per la realizzazione di trofei ufficiali.
Nel 2024 Iaco Group è stata nominata fornitore ufficiale per i trofei della Serie C italiana, incluse le finali play-off e le giovanili.

## Attività
La sede legale si trova ad Avellino, mentre la produzione avviene nel distretto orafo di Vicenza. La società ha anche un ufficio commerciale a Lugano, in Svizzera.
Iaco Group realizza trofei e oggetti celebrativi in metalli come argento, ottone e rame. 
Oltre alla UEFA, Iaco Group ha collaborato con altre organizzazioni sportive, tra cui FIFA, FIGC, CONI, diverse squadre di calcio e gli organizzatori dei principali campionati calcistici italiani.